# Almanach de Carlsbad

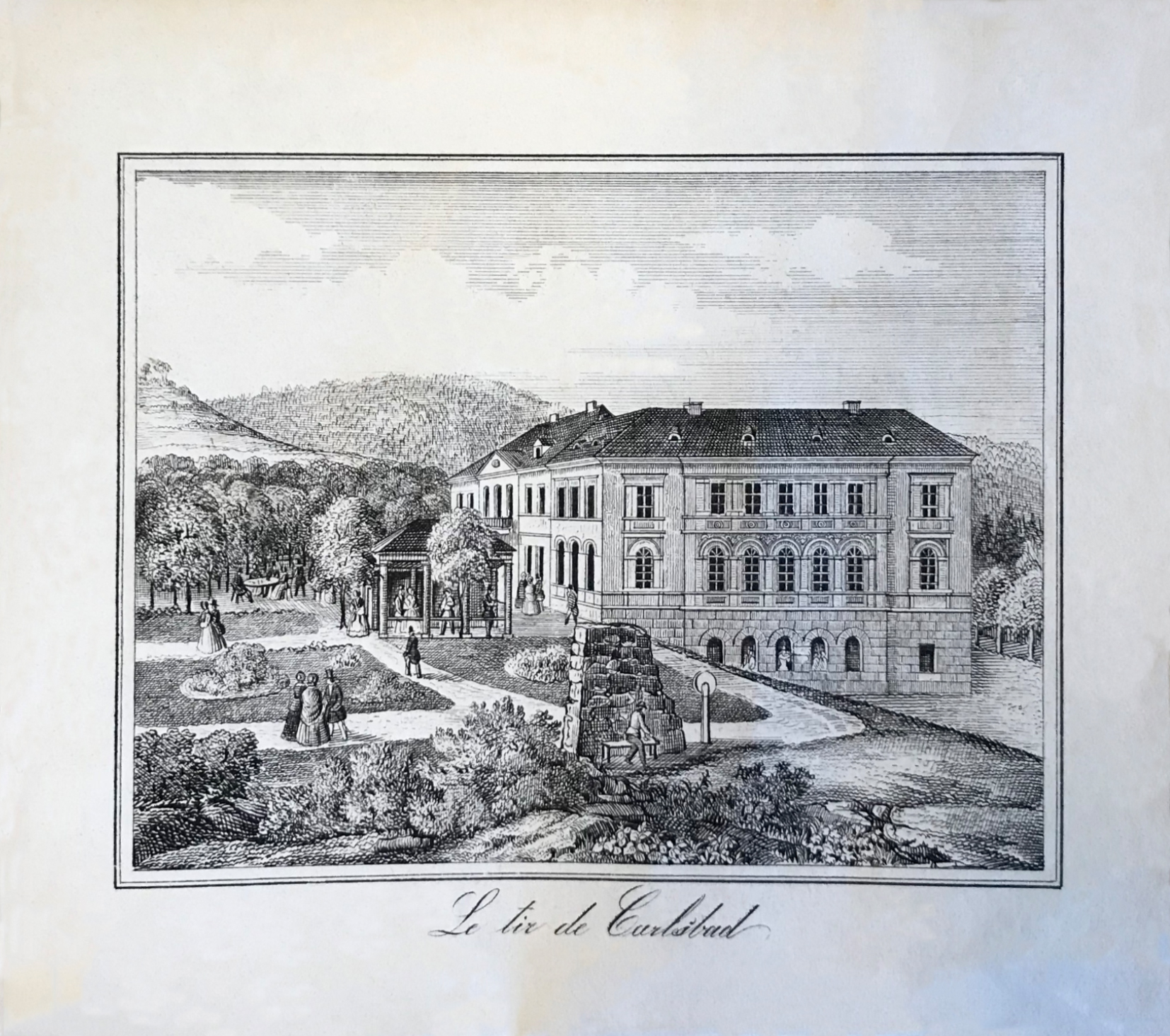
Vyobrazení karlovarské střelnice v Almanachu de Carlsbad, ročník 1854

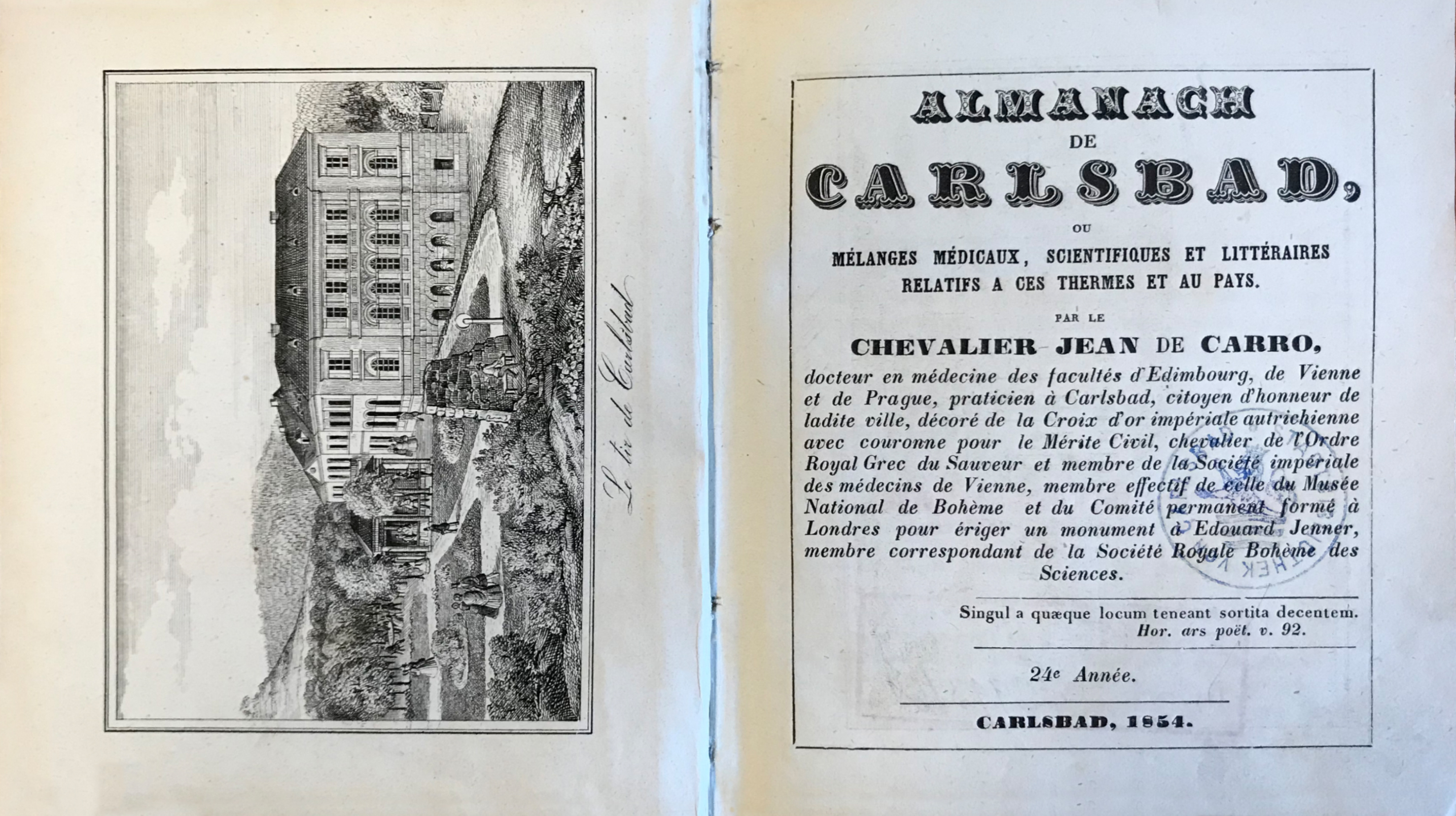
První dvojstránka Almanachu de Carlsbad, ročník 1854

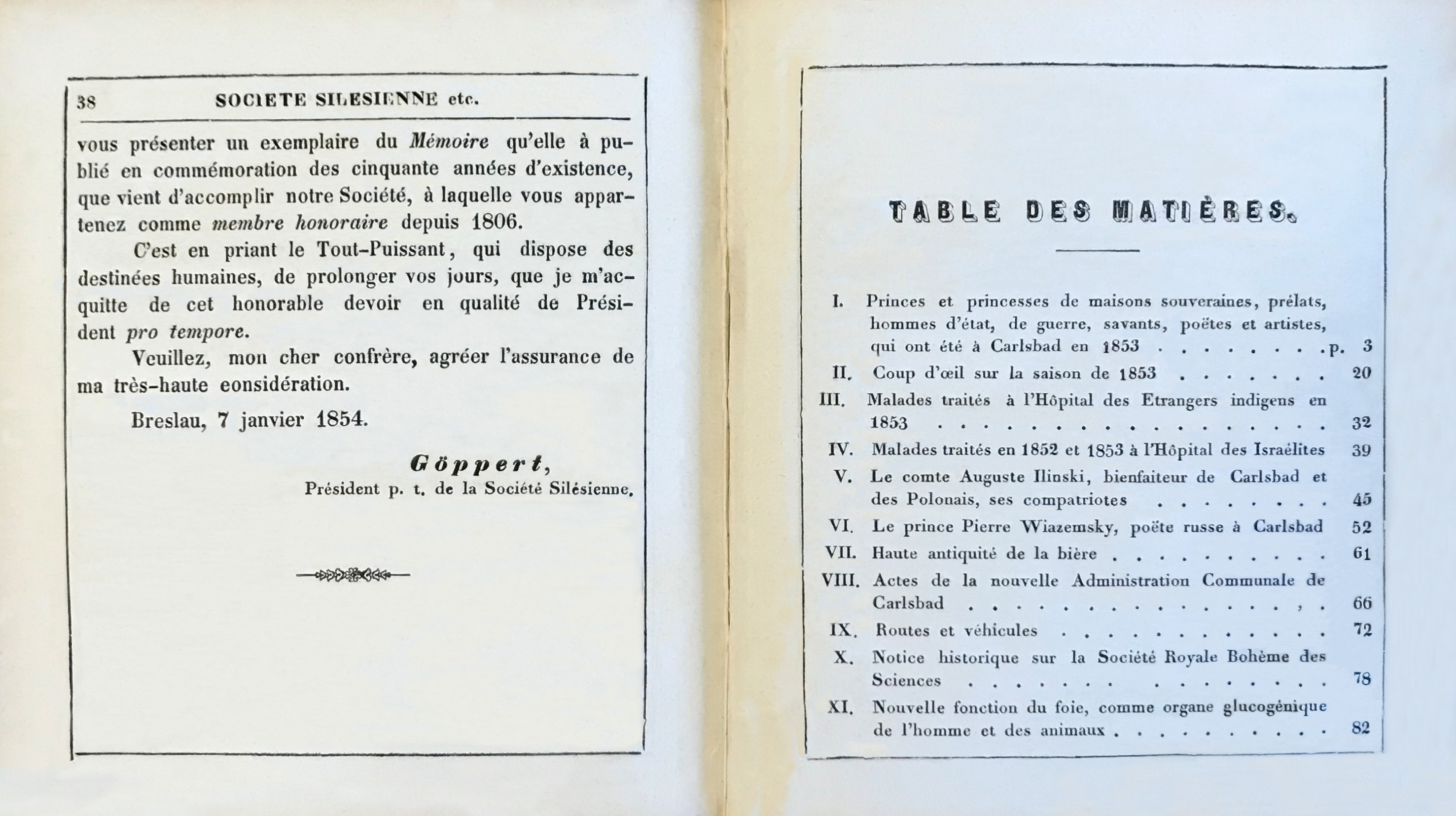
Stránka s obsahem v Almanachu de Carlsbad, ročník 1854

Almanach de Carlsbad, do češtiny překládáno jako almanachy karlovarské či karlovarské almanachy, byly vlastivědně-encyklopedické ročenky, které vycházely ve francouzštině v Karlových Varech v období let 1831 až 1856. Pravidelně, a až do roku 1852 vlastním nákladem, je po svém příchodu do karlovarských lázní vydával švýcarský lékař Jean de Carro, osobnost širokého rozhledu s mezinárodními znalostmi i styky. 

## Historie
V lednu 1831 se karlovarský lékař Jean de Carro a Jiří Schönfeld, majitel pražské tiskárny, dohodli na vydání ročenky. Ta měla obsahovat nejen informace týkající se lázní, ale i všeho, co mohlo přispět k poznání přírody, zvyků, historie, literatury a způsobu života karlovarského kraje nebo celé země České. De Carro vybral pro tuto ročenku spisovný jazyk francouzštinu nejen proto, že byla jeho mateřský jazyk, ale též z důvodu, že byla jazykem, který tehdy spojoval všechen vzdělaný svět. Požádal své známé spisovatele i lékaře o příspěvky i v jiných jazycích, němčině, latině, angličtině i italštině, a ty pak sám překládal.
Tak se zrodila publikace:
Almanach de Carlsbad, ou mélanges medicaux, scientifiques et littéraires, relatifs à ses thermes et au pays per le chevalier Jean de Carro, docteur en médecine des facultés d'Edinburg, de Vienne et de Prague, et praticien à Carlsbad pendant la saison des eaux.

česky: Almanach karlovarský, směs lékařská, vědecká a literární, vztahující se ke Karlovým Varům a jejich teplým pramenům, vydávaný rytířem Jeanem de Carro, doktorem medicíny fakult v Edinburku, ve Vídni a Praze a působícím v Karlových Varech během sezóny.

U zrození ročenky stála celá řada českých literátů, František Palacký, Karel Vinařický, Václav Hanka, František Ladislav Čelakovský, Antonín Jungmann aj.
V Karlových Varech v té době nebylo zvykem, aby periodika byla vydávána ve francouzském jazyce, a tak tato publikace, která byla navíc i netypicky zaměřena, měla již od počátku řadu nepřátel mezi představiteli karlovarského veřejného života. Přesto vycházela od roku 1831 každoročně (celkem 26 svazků) až do smrti Jeana de Carro. Tyto ročenky jsou dodnes jedinečným zdrojem informací o životě v Karlových Varech ve druhé čtvrtině 19. století.

## Obsahový seznam všech ročníků
Zde je obsahový seznam všech 26 svazků (1831–1856):

### 1831
- Vzrůstající obliba Karlových Var navzdory různým léčebným metodám.
- O sídle citů uloženém v játrech.
- O rtuti v souvislosti s Karlovými Vary.
- Historie nemocí.
- Poučení o kyselce v Kisiblu neboli Bukovce.
- O strachu z korovatění střev.
- O strachu z ničivého účinku karlovarských vod na sklovinu zubní a o dávnověkém užívání šalvěje.
- Michel de Montaigne o způsobu používání minerálních vod v jeho době.[pozn. 2]
- Spisovatel ze šestnáctého století o Karlových Varech, nikdy necitovaný a neznámý (Tomáš Jordán).[pozn. 3]
- Otok nohou sledovaný víc než před dvěma stoletími v Karlových Varech českým šlechticem.[pozn. 4]
- Pozorování protigastronomická.
- O sídle chuti.
- O čaji.
- Způsob, jak rozpoznati falšování čaje.
- O karlovarské společnosti.
- O domnělém nebezpečí Karlových Var rozložených nad vodním vulkánem.
- O sloupu páry pozorovaném nad teplým gejzírem islandským.
- O karlovarských vřídelních kamenech nalezených u Bochova, tři a půl míle od Karlových Var.
- O ozvěně mezi Karlovými Vary a Oborou a o dvojverší básníka Lobkovice.
- Nové české překlady nejdůležitějších veršů a dopisů Lobkovicových a dopis básníka Donalda Macphersona.
- Tabatěrka ze slonové kosti vysoustuhovaná v Karlových Varech ruským carem Petrem Velikým.
- O čajovém šálku, ze kterého pila karlovarskou vodu v roce 1721 císařovna Alžběta Brunšvická, manželka Karla VI.
- Italská opera účinkující v Karlových Varech 1765.
- Dopis o současné polské literatuře obsahující zprávy o dvou slavných básnících polských, kteří poctili Karlovy Vary v roce 1829 svou přítomností.
- Dopis o současném stavu literatury ruské od neznámé slečny.
- J. W. Goethe: Přehled české literatury.[pozn. 5]
- Karel Vinařický: O současném stavu české literatury.
- Doktoru Rybovi na odchodnou z Karlových Var.

### 1832
- Posudky o Karlových Varech od slavných zahraničních lékařů.
- O používání a výsledcích našich parních lázní.[pozn. 6]
- Kterého pramene má býti požito.
- Historické zprávy o kyselce kysibelské u Karlových Var.[pozn. 7]
- Ferdinand Tyrolský a Filipa Welserová v Karlových Varech v roce 1571 a 1574.[pozn. 8]
- Oznámení o nových koupelích u Vřídla a jejich úprava pro zimní využití.
- Měly Karlovy Vary své epidemie?
- Vřídelní koupele v Hamburku.
- O čokoládě.
- Legenda o objevení lázní Bath.
- Veřejné lázně v Tiflisu.
- Perské lázně postřikováním s masáží.
- Rozmanité používání termálních vod.
- Nové možnosti jak vyráběti alkohol potvrzené zkouškami v Karlových Varech.
- Václav Payer, rodák karlovarský, slavný malíř zvířat.
- Komandér Stöhr.[pozn. 9]
- August Pfitzmayer, orientalista, mladý měšťan karlovarský.[pozn. 10]
- Karlovarské zábavy, dřívější a moderní.
- Princezny z Haiti v Karlových Varech.
- Někdejší zámek v Karlových Varech.
- Nové verše o Karlových Varech.
- Dřevěný pohár vystavený v Lokti.[pozn. 11]
- Dary Karlovým Varům z poslední doby.
- Nápis na průčelí karlovarského divadla.
- Obraz sv. Ondřeje v kostelíku téhož jména v Karlových Varech.
- Jak vzniklo pojmenování domu U krásné královny v Karlových Varech na Staré louce.
- Spolek pro povznesení chrámové hudby v Čechách.
- Westonia, Angličanka, slavná básnířka ze šestnáctého století v Čechách.[pozn. 12]
- Mládí Albrechta Valdštejna, vévody Frýdlantského.[pozn. 13]
- Cholera ve spojitosti s Karlovými Vary.[pozn. 14]

### 1833
- Květena karlovarská od Ant. Ortmanna, lékárníka.[pozn. 15]
- Život doktora Davida Bechera z Karlových Var.
- Názory doktora Davida Bechera na karlovarské vody z oboru chemie i lékařství.
- Velcí pijáci karlovarských vod.[pozn. 16]
- O modré barvě žlučových kaménků zkoumaných v Karlových Varech.
- Lépe býti, než se zdáti.
- Prozaický i veršovaný popis zámecké zahrady ve Slavkově v roce 1662.
- Je pravda, že karlovarské vody změkčují srůsty kostí po zlomeninách?
- Obraz Karlových Var od neznámého malíře.
- Polévka z vřídelní vody.
- Kašpar (komická karlovarská figurka).
- Výdaje Karlových Var od roku 1827 až do roku 1831 včetně staveb a jiných předmětů veřejného užitku.
- O stavu vozovek zřízených v letech 1827 až 1832 v okolí českých lázní.
- C. G. Kahlert: O podlomu (nádory na nohou koní) objeveném v Čechách, jeho popis a jeho vztah ke kravským a černým neštovicím.
- Poznámky lékařské, historické a literární k předcházejícímu článku.
- O kávě.
- Jak byly Karlovy Vary ušetřeny epidemie cholery.
- Nové vřídelní lázně.[pozn. 17]

### 1834
- Seznam děl o Karlových Varech.[pozn. 18]
- Odpověď na přehled o lázních v Čechách.
- O návalech hostů u Mlýnského pramene.[pozn. 19]
- Řasy teplomilné u pramenů v Karlových Varech.[pozn. 20]
- Vládní dekret v Čechách o podlomu, nádoru na koňských nohou, a kravských neštovicích.
- Chřipková epidemie v Karlových Varech v roce 1833.
- O koupelích v matolinách.[pozn. 21]
- Doktor I. E. Ryba: O externím použití par Bernardova pramene při chorobě očí.[pozn. 22]
- Doktor I. E. Ryba: Externí upotřebení vod Kyselky (karlovarské) při očních neduzích.[pozn. 23]
- Ruské lázně.
- Několikahodinové koupele ve Švýcarsku.
- León Lafont: Hodina pití vody.
- Epištola francouzského spisovatele jedné dámě, která dlela na léčení v Karlových Varech.
- Poznámky k předcházejícímu dopisu.
- León Lafont: Báseň – Vznik lázní v Karlových Varech.
- Břichomluvec Alexandre v Karlových Varech v roce 1833.
- Stěhování Arménů v Rusku.
- Kalina z Jäthensteinu: Český původ mořeplavce Martina Beheima z Norimberka.
- Edgarr Quinet: Epos o Češích (s pozn. Františka Palackého).
- John Bowring: Epos o původu Čechů.

### 1835
- O sezóně 1834 (přehled).
- O nemocném, který byl poslán do Karlových Var jasnovidcem.
- Dopis J. Berzelia rytíři de Carro.
- Mr. A. Ortmann: Pokračování o flóře Karlovarska.
- Zkušenosti z pozorování při ochlazování karlovarské vody termální a vody uměle ohřáté.
- Seznam všech minerálních pramenů známých v Čechách.
- O zdraví spisovatelů od doktora Delpita, lázeňského lékaře v Barèges.
- Poznatky o Karlových Varech od doktora J. T. Helda.[pozn. 24]
- Kalina z Jäthensteinu: Karlovy Vary v době před Karlem IV. a za jeho doby.[pozn. 25]
- Hans Heiling (Svatošské skály) od B... a C...
- J. A. C. Corda: O mikroskopické zvířeně nacházející se v teplých pramenech karlovarských.[pozn. 26]
- Karel Vinařický: Druhá část přehledu české literatury od roku 1831 do roku 1835.[pozn. 27]
- Kašpar Šternberg: Historické poznámky o odhalení dolů jáchymovských.[pozn. 28]
- Trosky hradu Andělská hora u Karlových Var.

### 1836
- Princové, vladaři a všichni věhlasní a mocní mužové, muži církve, státníci, vědci, lékaři, básníci, slavní umělci všech druhů a další osoby hodné pozoru, které navštívily Karlovy Vary od roku 1826 do roku 1835.
- Pokračování seznamu děl o Karlových Varech.
- O sezóně 1835.
- H. C. Creuzburg: Umělé minerální vody před soudem vědy.[pozn. 29]
- H. Romberg z Berlína: Moderní lékařská praxe v Karlových Varech.[pozn. 30]
- Účinek karlovarských vod na zbytky žlučových kaménků v měchýři močovém po operaci močového měchýře.
- Dopis doktora Biegla rytíři Jeanu de Carro.[pozn. 31]
- Chemická analýza několika močových kaménků.[pozn. 31]
- Výstup na skály Jeleního skoku Petrem Velikým v roce 1711, vzpomínané v roce 1835.
- Prof. Ad. Pleischel: Sůl na zdech v Karlových Varech.[pozn. 32]
- Peníze vyhrané v kartách v Karlových Varech roku 1695 použité na stavbu kostela.
- Karel Vinařický: Třetí přehled české literatury od roku 1831 do konce roku 1835.
- J. A. C. Corda, konzervátor sbírek Národního muzea v Praze.[pozn. 33]
- O osciláriích u karlovarských pramenů.
- C. G. Carus z Drážďan: Úvaha o minerálních vodách.
- Pařížské nové teplé prameny a „Royal German Spas“ z Brightonu.
- Kašpar Šternberg: Poznámky k článku XVIII z Almanachu roku 1834 o Charles Frideric Beheimovi narozeném v Praze, který pocházel z Čech a zemřel v Norimberku.

### 1837
- Hosté v Karlových Varech v roce 1836.
- Přehled sezóny 1836.
- Praktická pozorování o žlučových kaméncích.
- Koryfej[pozn. 34] pijáků karlovarské vody.
- Léčení mimovolného bolestivého škubání.
- J. N. Rust z Berlína: O účincích pramenů chudých na minerály a pramenů umělých.
- Doktor E. Schmalz z Drážďan: O použití teplých vod karlovarských při chorobách očních.
- Obraz Karlových Var od Angličana bydlícího v  Německu.
- Záznam o řetězovém mostě v Lokti.
- M. Creutzburg: Pokračování o analýze některých zbytků močových kaménků zbylých po operaci močového měchýře a o jejich změně použitím karlovarských vod.
- Bahenní lázně (rašelinové) zřízené v Karlových Varech v roce 1836.
- Dva dopisy doktora Bigla rytíři Jeanu de Carro o jeho nemoci (močové kaménky).
- H. Schwabe: Popis pásovců nálevníků ve zvětralé půdě.
- Baron Herder, šéf důlního oddělení Král. saského: O původu země v okolí Karlových Var.
- J. Berzelius: Švédské vřídlo.
- Hudba na ruské rohy vynalezená Čechem.
- Kalina z Jäthensteinu: Zpráva o A. Senefelderovi, vynálezci litografie, narozeném v Praze roku 1771.
- Různá mínění na příčiny teplot minerálních vod.
- O anglickém léku proti tuberkulóze (arrow-root).
- Meteor nalezený v Čechách roku 1830.
- Dr. H. R. Göffert, profesor medicíny: O tlení a změnách organických těles v kovy a zem.
- A. Gross, anglický přírodovědec: Zkamenělý hmyz navrácený životu pomocí galvanické baterie.
- Marc Skelton: Pozorování Cordy, Crosse a Faradaye a o Cordově práci na mikroskopické fauně, nalézající se u karlovarských teplých pramenů.
- O rytířích řádu křižovníků s červenou hvězdou spravujících faru v Karlových Varech.

### 1838
- Vzácní hosté v Karlových Varech.
- Pokračování seznamu spisů o Karlových Varech.
- O sezóně roku 1837.
- Statistika počtu rodin, které navštívily Karlovy Vary v letech 1764–1837.
- Ed. Lee: Všeobecná pozorování o minerálních vodách.
- Doktor A. B. Granwill z Londýna: Lidová pozorování o užívání a výsledcích minerálních vod.
- Léčebné výsledky po pití karlovarských vod ve dvou případech hluchoty.
- J. Hyrtl, prof. anatomie na pražské univerzitě: Úvaha anatomická a fyziologická o představení gymnastů Lawrence et Redisha z Londýna, kteří vystupovali v Karlových Varech v roce 1837.
- Dopis doktora Vireye z Paříže adresovaný rytíři de Carro o různých předmětech lékařské filozofie francouzské a německé.
- Druhý dopis doktora Helda rytíři de Carro. Pozorování z Karlových Var.
- J. A. C. Corda: Nová pozorování mikroskopická.
- André Cross: O nových zkamenělinách hmyzu.
- Lékařská konverzace mezi Arnoštem Augustem I., hannoverským králem, a rytířem de Carro.
- P. J. Šafařík: Rusalky, vodní božstva starých Slovanů.[pozn. 35]
- Odhalení Mozartova pomníku v Praze.[pozn. 36]

### 1839
- Vzácní hosté v Karlových Varech v roce 1838.
- Pokračování seznamu prací o Karlových Varech.
- O sezóně roku 1838.
- Úryvky z díla doktora Wendta z Vratislavi o minerálních vodách v Kissingen.
- Doktor Casper z Berlína: Pozorování o Karlových Varech.
- Případ bolestivého škubání vyléčeného karlovarskými vodami uveřejněný v Londýně vyléčeným pacientem.
- Záznam o nemocném z Přední Indie, který navštívil Karlovy Vary.
- Státní rada doktor Josef Frank rytíři Jeanu de Carrro o úspěšné léčbě karlovarskými vodami z vlastního poznání.
- Zvláštní omyl anglického žurnalisty z Paříže ve zprávě o význačných pijácích karlovarské vody.
- Vysvětlení o nálezu vřídelních kamenů v Nejdku, pět mil od Karlových Varů.
- Doktor Mühlbach z Vídně Jeanu de Carro o vhodnosti postavení lázeňského bazénu v Karlových Varech.
- 1. Zajímavá historie o české dámě z 13. století. 2. Porovnání papeže Evžena IV. a císaře Zikmunda, krále českého. 3. Závěr dlouhého dopisu na rozloučenou Marie Stuartovny papeži Sixtu V., když jí byl oznámen rozsudek smrti. (Z objevů Františka Palackého v papežské knihovně v Římě.)
- Dr. J. Köhler, profesor na lékařské fakultě pražské univerzity: Zeměpisný a mineralogický průvodce milovníkům kraje karlovarského.
- G. A. Wolf, lékař a mimořádný profesor na univerzitě v Praze: Chemická analýza nového Tržního pramene a stanovení příslušného množství plynů všech dalších pramenů v Karlových Varech.[pozn. 37]
- J. A. C. Corda: Mikroskopická pozorování řas Eustarum a Cosmarium.

### 1840
- Vzácní hosté v Karlových Varech v roce 1839.
- O sezóně roku 1839.
- Čtvrtý dopis doktora Biegla rytíři Jeanu de Carro o bolestech močových kaménků.
- Pozoruhodné výbuchy karlovarského Vřídla.
- Jos. Nentwich, lékárník v Karlových Varech: O obsahu síranu a uhličitanu sodného všech karlovarských pramenů.
- Článek určený Italům o karlovarských pramenech od doktora profesora Jos. Franka z Comy.
- Alexandr Dumas: Popis egyptské lázně z Alexandrie.
- Srovnávací stupnice teploměrů Réaumura a Fahrenheita.
- Dopis Th. Torosiewicze, lékárníka ve Lvově, rytíři Jeanu de Carro o minerálních vodách v Haliči. Poznámky o tomto chemikovi a různá pozorování lékařská z této země.
- Josef Nentwich, lékárník v Karlových Varech, rytíři Jeanu de Carro o pravděpodobné příčině vysoké teploty pramenů karlovarských na základě jistých zkušeností.
- Krátkozrakost zcela vyléčena po pití karlovarských vod.
- Lázně v Cařihradě.
- Dopis pana Karla ze Žerotínů bratru Vavřinci Justinovi (1630), biskupu českobratrskému, před J. A. Komenským.[pozn. 38]
- Květena tajnosnubná v okolí Karlových Var od P. M. Opize, úředníka král. odd. lesnického, člena několika vědeckých společností, a Ant. Ortmanna, lékárníka v Karlových Varech.
- O bobrech v Čechách a bobrovině (léčivý výtažek z říjových váčků bobra).
- Ruský román, jehož tragické rozuzlení se odehrává v Karlových Varech.
- Restaurace obrazů světců chovaných na Karlštejně od 14. století.[pozn. 39]
- J. A. C. Corda: Mikroskopická pozorování tvorečků a rostlinek u vod karlovarských teplých pramenů.[pozn. 40]
- J. P. Koubek, prof. českého jazyka a literatury na univerzitě v Praze: Text sv. evangelia či slovanského evangelia, na nějž přísahali francouzští králové v Remeši.[pozn. 41][pozn. 42]

### 1841
- Vzácní hosté v Karlových Varech v roce 1840.[pozn. 43]
- O sezóně roku 1840.
- Dr. R. Mannl: Péče o duši v Karlových Varech.[pozn. 44]
- Pátý dopis doktora Biegla z Varšavy rytíři Jeanu de Carro o chorobách kaménků.
- Osudný případ vlastního léčení v Karlových Varech.
- Dr. Karel Lorenz z Waldenburgu ve Slezsku: Zaslouží si rašelinové koupele v Karlových Varech pozornosti lékařů?
- Dopis doktora Adama Helbicha z Kalische rytíři de Carro o nemoci.
- Josef Nentwich, lékárník v Karlových Varech, Jeanu de Carro o dvojuhličitanu sodném získaném z vod Dorotčiny kyselky.[pozn. 45]
- Historicko-topografické podrobnosti z Lokte.
- Dr. Glückselig, okresní lékař: Zbytky tlejících organických látek v loketském kraji.
- Čestná medaile lékaři, který první psal o karlovarských vodách.[pozn. 46]
- Valdštejn v Karlových Varech roku 1630.
- Bohuslav z Lobkovic, první básník karlovarských teplých pramenů.[pozn. 47]
- Česká přísloví (podle Čelakovského).
- A. Vetter z Berlína: Karlovy Vary.
- Nové mýdlo vyráběné v Karlových Varech ze sody pramenů.
- Karel Vinařický: Čtvrtý přehled literatury české od roku 1836 až do roku 1840.
- Doktor Pöschmann: O fyzickém stavu karlovarských teplých pramenů.
- Poznámka k dopisům Petra Velikého datovaným v Karlových Varech 1711 a 1712.

### 1842
- Vzácné návštěvy v Karlových Varech.
- O sezóně roku 1841.
- Pouť doktora J. Johnsona po lázních v Německu.
- Doktor J. Johnson: O rašelinových lázních v Čechách.
- Doktor J. E. Ryba: Léčivé účinky karlovarských termálních pramenů při očních nemocech.[pozn. 48]
- Dr. J. Wagner: Nemocní, léčení v roce 1841 v Karlových Varech v nemocnici pro cizí nemocné.
- Nepřekonatelná touha po křídě vyléčená v Karlových Varech.
- Nemocný s křečovitou záduchou poslaný do Karlových Var v roce 1770.
- Alfons Denis Jeanu de Carro o využití páry pro skleník.
- Přemyslův pomník odhalený v roce 1841.[pozn. 49]
- Poznámky o tomto pomníku a o současném stavu veřejných institucí v Čechách.
- Karel Vinařický: O původu cikánů.[pozn. 50]
- August Pfitzmayer: Druhá část životopisu.
- Vřídelní vrstva nalezená pod základy kostela.
- Stroj na páru, jehož se používalo v Jáchymově v 16. století.
- Mořské lázně v Peru.

### 1843
- Vzácné návštěvy v Karlových Varech.
- O sezóně roku 1842.
- Zvířectvo loketského okresu.
- Popisy chorob.
- Dr. Wagner: Nemocní léčení v ústavu pro nemajetné cizince roku 1842.
- Dopis lékaře, homeopata, jednomu z jeho nemocných v Karlových Varech.
- Dr. R. Mannl: Je možná zimní lázeňská léčba v Karlových Varech?
- Dr. A. B. Grainwille: Hlavní rozdíly mezi minerálními vodami Anglie a Německa.
- Seznam různých dokladů týkajících se vývozu vřídelních vod shledaných v archivu karlovarského magistrátu.
- Dopis doktora Karla Bechera z Bernburgu rytíři de Carro o umělé líhni vajec slepic a holubů.
- Dopis anglického gentlemana Jeanu de Carro o skleníku navrhovaném Alfonsem Denisem.
- Pozorování M. Chevaliera o Čechách a Karlových Varech.[pozn. 51]
- O českém uhlí a dráze plánované pro jeho dopravu k Dunaji a do Vídně.[pozn. 52]
- Jos. Nentwich, lékárník v Karlových Varech: O ptačím jeřábu a karbolinu.
- Druhá zpráva o posvátném textu slovanském evangeliu, na nějž skládali v Remeši francouzští králové slib.[pozn. 53]
- J. A. C. Corda: Nová infusoria v karlovarském okolí.
- Život v severoamerických lázních.

### 1844
- Vzácné návštěvy v Karlových Varech.
- O sezóně v roce 1843.
- Jean de Carro: Mé jubileum.[pozn. 54]
- Wolfgang Wessely, doktor práv: Léčivé vody a lázně u židů.
- Dr. Josef de Berres: Domněnky o původu a účincích karlovarských teplých pramenů.
- Dr. Josef Wagner: Nemocní léčení v Karlových Varech v ústavu pro nemajetné v roce 1843.
- De Carro: Průběh léčení choroby podle vyprávění nemocného.
- Dr. Wiliam Holt Yates: Nové ústní zrcátko.
- De Carro: O karlovarské filharmonické společnosti.
- De Carro: Literární a historické poznámky o třech anglických rodinách, které byly v Karlových Varech 1843.
- Profesor Pleischel: Nový způsob, jak dodati kávě lepší chuti a připraviti ji silnější.
- De Carro: Druhé sdělení o vývozu našich minerálních vod.
- De Carro: Purkmistrovský šňupavý tabák.

### 1845
- Vzácné návštěvy v Karlových Varech v roce 1844.
- O sezóně v roce 1844.
- Dr. Josef Wagner: Nemocní, léčení v ústavu pro nemajetné v roce 1844.
- Dr Sorger: Výsledky karlovarské léčby chorob dělohy.
- De Carro: Popisy některých chorob.
- De Carro: O chemickém složení a léčebných vlastnostech Zámeckého pramene.
- Prof. Adolf Pleischel: O čaji.
- Dr. Schroff: Poznámky k vývozu karlovarských vod.
- De Carro: Tvrdé housky, nový lék všeobecný.
- Dr. R. Mannl: O lanýžích z Loketska.
- Je heslo galského prince „Ich dien“ původu českého nebo galského?
- Ještě jedna najáda.
- Pokračování zpráv o účincích vyvážení karlovarských termálních vod.

### 1846
- Vzácné návštěvy v Karlových Varech v roce 1845.[pozn. 55]
- O sezóně v roce 1845.
- Dr. Josef Wagner: Nemocní léčení v ústavu pro nemajetné v roce 1845.
- Dr. Melion: Popis některých nemocí.
- Dr. Riedl, Praha, a Dr. Czykanek, Vídeň: Praktická pozorování o účincích vyvážených karlovarských minerálních vod.
- Antilly a Karlovy Vary.
- O magnetismu, sdělení hraběte L. Jeanu de Carro v Karl. Varech.
- Prof. A. Pleischel: Srovnávání ochlazování karlovarské termální vody a vody studničné.
- Dr. A. Ryba, Praha: O lázních a léčebných vodách starých Řeků a Římanů.
- O lázních slatinných.
- Starodávný chvalozpěv sv. Vojtěcha.[pozn. 56]
- Slavnost zásnub v lázeňském ústavu Bejrútu v Sýrii.
- Střelecké závody v Karlových Varech.
- Každoroční svěcení karlovarských pramenů.

### 1847
- Vzácné návštěvy v Karlových Varech v roce 1846.
- O sezóně v roce 1846.
- Zvířectvo loketského okresu.
- Popisy některých chorob.
- Dr. Josef Wagner: Nemocní léčení v ústavu pro nemajetné v roce 1846.
- Dr. R. Mannl: Zkušenosti s vyváženými karlovarskými vodami.
- O prameni „U města Hannoveru“.
- Edward Johnson M. D.: Praktické zkušenosti s vodoléčbou.
- Užití sedimentu našich vod na zastaralé vředy.
- O orientalistovi A. Pfitzmayerovi, třetí pokračování.
- Dr. Anger: Zdravotní vliv pohybu při lázeňské léčbě.
- Pěstování batatu (Ipomoea batatas) a jak si jej opatřiti.
- Baron Reiffenberg rytíři de Carro „Belgico-Bohemica“.[pozn. 57]
- Dr. Hlawaczek: Nová vřídelní sůl a vřídelní mýdlo.
- Goethova návštěva u básníka A. Fürstensteina v Sokolově.
- Chrámová hudba v Karlových Varech a Bruselu.
- Vzduchoplavba.[24]
- Český výklad jména Napoleon I.
- Doktor Yates o Sýrii a jejím podnebí.
- Sňatek dvou osob ženského pohlaví.
- Využití lesů v Rakousku a Čechách.
- Cikáni ve Valachii.
- Jan Guttenberg, narozený v Kutné Hoře v Čechách.

### 1848
- Vzácné návštěvy v Karlových Varech v roce 1847.
- O sezóně v roce 1847.
- Dr. Jos. Wagner: Nemocní ošetřovaní v ústavu pro nemajetné v roce 1847.
- Dr. Leopold Flekles: Nemocní léčení v židovské nemocnici.
- Dr. R. Mannl: Omyly a předsudky ohrožující úspěchy minerálních vod povšechně a obzvláště v Karlových Varech.
- Wolfgang Wessely: Omývání a očišťování u starých Hebrejců.
- Zánět trojklaného nervu a dobré účinky našich minerálních vod.
- Eduard Jahnl, Karlovy Vary: Arsen nalezený v sedimentu Vřídla.
- Velcí hrdinové pití a koupání v Karlových Varech v 17. století.
- Historická poznámka o středověkých lázních.
- Chemické a fyzikální průzkumy vody karlovarské a gasteinské.
- První pokusy o pěstování batatu v Čechách a jeho neobyčejná užitečnost v Brazílii.
- Střelecké závody v Karlových Varech v roce 1847.
- Karel Vinařický: Český původ rodiny hvězdáře Koperníka.[pozn. 58]
- Karel Vinařický: Kutnohorský havíř v rodinném erbu vynálezce knihtisku.
- Pohledy na hlavní lázně v Čechách.
- Pokračování 14. kapitoly o Janu Guttenbergovi.
- Chateaubriand a Vřídlo.
- Mince ze 16. století vykopané v Karlových Varech.

### 1849
- Vzácné návštěvy v Karlových Varech v roce 1848.
- O sezóně v roce 1848.
- Nemocní léčení v židovském ústavě.
- Nemocní ošetřovaní v ústavu pro nemajetné v roce 1848.
- Nesnáze lékařské praxe v Karlových Varech.
- Předstírané choroby.
- Neobvyklé nervové choroby bezúspěšně léčené v Karlových Varech.
- Vývoz našich vod do Přední Indie.
- Přípravná léčba.
- Vyprávění lékařské a rozmanité.
- Dopis skotského šlechtice karlovarskému občanu.
- Doktor Held z Prahy rytíři de Carro.
- Pomník Karla IV. v Praze z roku 1848 a  můj příspěvek do alba univerzity.[pozn. 59]
- Dějiny karlovarského kostela.
- Blücher a Schwarzenberg v Karlových Varech.
- Památce lorda Findlatera.
- Mezzofante a Pfitzmayer.
- Ignac Paul: Jsou Čechy zemí německou nebo slovanskou?[pozn. 60]
- Poměr národnosti německé a slovanské v Čechách.[pozn. 61]
- Etymologie křestních jmen slovanských.
- Vroucí minerální prameny v Ystten v Mexiku.
- Vřídelní mýdlo a pastilky.
- Pokus o pěstování batatu ve Slezsku.
- O vědeckých výpravách Indie.
- Abbé Delille: Minerální vody a latinské verše na Karlovy Vary.

### 1850
- Vzácné návštěvy v Karlových Varech v roce 1849.[pozn. 62]
- O sezóně v roce 1849.
- Nemocní ošetřovaní v ústavě pro nemajetné v roce 1849.
- Nemocní léčení v židovském ústavu.
- Dr. Sorger: O hypertrofii jater.
- Popisy chorob.
- Dr. Jahnl: Chemický rozbor Štěpánčina pramene v Karlových Varech.
- Dopis prof. Schweigera rytíři de Carro.
- Zvláštnosti vegetace v Karlovarských lesích.
- Don Diego Baguer y Ribas: Měsíc v Karlových Varech.
- Dr. R. Mannl: Průmysl v Karlových Varech a okolí.
- Rakousko a Uhry. Od skutečného rakouského vlastence.
- Mineralogická sbírka v Nejdku u Karlových Var.
- Zvláštnosti farmakologicko-lékařské.
- Pobyt a práce Tycho de Brahe v Čechách.
- Etymologie českých jmen vlastních.[pozn. 63]
- František Palacký.[pozn. 64]

### 1851
- Vzácné návštěvy v Karlových Varech v roce 1850.
- O sezóně v roce 1850.
- Výzva k obyvatelům celé monarchie k založení léčebného ústavu určeného pro c. k. rakouské vojáky potřebující lázeňskou léčbu.[pozn. 65][pozn. 66]
- Nemocní ošetřovaní v ústavu pro nemajetné v roce 1850.
- Nemocní léčení v židovském léčebném ústavě v roce 1850.
- Popisy chorob.
- Umělá líheň.
- Básníci v Karlových Varech.
- O štítech domů v Karlových Varech.
- Posmrtná vzpomínka na reverenda Matyáše Dufka.
- Karlovy Vary, lék při cukrovce.
- O svobodě rakouských lázeňských míst.[pozn. 67]
- Kapitán Upton Lewis rytíři de Carro o regulaci řečiště Teplé u karlovarských pramenů.
- Prof. A. Pleischel: Zdravotní vynález kuchyním.
- C. k. profesor Wolfgang Wessely z Prahy.
- Císař František a jeho dcera Marie Luisa v Karl. Varech.
- Karel Vinařický: Přehled statistický o české literatuře.
- Krásný sen lékaře osmdesátníka.
- Posmrtná vzpomínka na Jana Svatopluka Presla.
- Obraz „Objevení Karlových Var“ malovaný v Římě.[pozn. 68]
- Labický v Londýně.

### 1852
- Vzácné návštěvy v Karlových Varech v roce 1851.
- O sezóně v roce 1851.[pozn. 69]
- Ústav pro nemajetné cizince v roce 1851.
- Židovský hospic v roce 1851.
- Popisy chorob.
- Praktický průvodce po hlavních evropských lázních.
- Poučení o minerálních vodách Německa.
- Karlovy Vary a Jeseníky.
- Popis jednoho případu žloutenky a rozboru moče nemocného.
- Léčba syrovátkou.
- Homeopatické ústavy v Anglii.
- Koňak a sůl, nový všeobecný lék.
- Moje čtyři údobí: Ženeva, Edinburk, Vídeň, Karlovy Vary.
- Čaj podle různých podání.
- Lázeňský sál v Karlových Varech.
- Goethovy dopisy z Karlových Var.
- Kravská a koňská očkovací látka.
- August Pfitzmayer a japonský román.
- Velké zatmění Slunce 28. června 1851.

### 1853
- Vzácné návštěvy v Karlových Varech v roce 1852.
- O sezóně v roce 1852.
- Léčení v ústavu pro nemajetné cizince v roce 1852.
- Karlovarský železnatý pramen.
- Doktor Const. James, Paříž: Průvodce minerálními vodami.
- Několik slov o mineralizujících prvcích nalezených v karlovarských pramenech v letech 1847 a 1852.
- Fakulty a lékařské společnosti proti těm svým členům, kteří provozují homeopatii.
- Dobrodinci Karlových Var.
- August Corda.
- Samonor, přístroj určený k měření velkých mořských hloubek vynalezený v Praze.
- Hrabě Karel Chotek a jeho období v Čechách, od Pavla Aloise Klára.
- Mé styky s hrabětem Karlem Chotkem.
- Američané a Karlovy Vary.
- Francie a Karlovy Vary.
- Měšťanská škola nově založená v Karlových Varech.
- Vytápění bez dřeva a bez uhlí.
- Frant. Ladislav Čelakovský.
- Oto I, řecký král, v  Karlových Varech.
- Rusové a Karlovy Vary.
- Poslední dny Albrechta z Valdštejna, vévody frýdlantského.
- Piková dáma.
- Nová analýza Zámeckého pramene od H. Göttla.
- Vzývání Vřídla.
- Nový překlad Lobkovicovy ódy latinské: In Thermas Caroly IV. od vikomta Kermagnyho.

### 1854
- Vzácné návštěvy v Karlových Varech v roce 1853.
- O sezóně v roce 1853.
- Nemocní ošetřovaní v ústavě pro nemajetné.
- Nemocní léčení v letech 1852 a 1853 v izraelském hospicu.
- Hrabě August Ilinsky, podporovatel Karlových Var a Poláků, svých krajanů.
- Petr Vjazemský, ruský básník, v Karlových Varech.
- Vysoká starobylost piva.
- Zápisy o jednání nové karlovarské obecní správy.
- Cestovní a dopravní prostředky.
- Historický zpráva o Královské české společnosti nauk.
- Funkce jater jako orgánu glukogenního u člověka a zvířete.
- Posvěcení pramene Oty I. v Kyselce.
- Pokřtění pramene v Kyselce na pramen Otův dne 22. září 1853.
- Oto I., řecký král, v Karlových Varech. Báseň od Dona Diega Baguera y Ribas.
- Požadovaný životopis.
- Původ markrabí vohburských, kdysi vládců v Lokti.
- Athény a Karlovy Vary.
- Výbuchy Vřídla.
- Nová soustava umělých vod.
- August Corda.
- Vídeňský kongres.
- Číňan a Číňanky v Karlových Varech v roce 1853.
- Talma africana a orientální divan v Karlových Varech.
- Jiří Kordík, malíř, cestovatel a pozorovatel bavorského původu, zdomácnělý v Karlových Varech.
- Sedm význačných večeří.
- Mnohojazyčný přehled české epopeje.
- Mé styky se čtyřmi osobnostmi.
- Pavel Josef Šafařík.[pozn. 70]
- Slezská společnost pro pokrok národní kultury.

### 1855
- Vzácné návštěvy v Karlových Varech v roce 1854.
- O sezóně v roce 1854.
- Nemocní přijatí v ústavu pro nemajetné cizince.
- Nemocní přijatí v izraelském ústavu.
- Geologický průzkum karlovarských minerálních vod, od Dr. Josepha Seegena.
- Průchod císaře Karla IV. Ženevou.
- Hrabě Jan Rudolf Chotek.
- Nový způsob nanášení vrstvy minerálů v termální vodě.
- Vydání mých pamětí.
- Seznam hlavních minerálních vod Kavkazu a Zakavkazí.
- Proces před karlovarským senátem v roce 1614 o ilegitimitu osmiměsíčního novorozeněte.
- Úvahy o snídani.
- Mé osobní styky se zvěčnělým Janem Petrem a Josefem Frankem.
- Doktor Forster rytíři de Carro o kultuře topinamburů v Karlových Varech.
- Kultura topinamburů od Filipa Luis Bochebela.
- Posmrtná vzpomínka na rytíře Antonína Jungmanna, M. D.
- Mozaika karlovarských anekdot.
- Schůze pořádané karlovarskými lékaři v září 1854.
- Dva mocnáři, dva verše a vědec z Vídeňského kongresu.
- Pomník maršála Radeckého.
- Anekdota o albu.
- Labužnická pozorování a anekdoty.
- Tabák po stránce sociální.
- Oznámení emžského lázeňského časopisu.
- Předběžná zpráva o pomníku cara Petra Velikého.
- Doktor Ryba z Prahy rytíři de Carro o historickém dokumentu ze středověku.
- Jean de Carro: Úplný seznam mých prací.

### 1856
- Vzácné návštěvy v Karlových Varech v roce 1855.
- O sezóně v roce 1855.
- Nemocní přijatí do ústavu pro nemajetné cizince v roce 1855.
- Nemocní přijatí v izraelském ústavu v roce 1855.
- Vysvěcení vojenského ústavu v Karlových Varech.
- Dopis rytíře Jeana de Carro, M. D., hraběti Radeckému a odpověď.
- Lékařská obliba a proslavenost.
- Radikální vyléčení mých chorob a moje životospráva od té doby.
- Lázeňská taxa v Karlových Varech, její původ, účel a změny.
- O pomnících a nápisech v Karlových Varech.
- Francouzský překlad rumunských veršů na karlovarské termální prameny.
- Návštěva po padesáti letech rytíře Jiřího Asaky, bojara z Jassy, rytíři Jeanu de Carro, M. D.
- Průmyslové vztahy mezi Francií a Čechami.
- Vánoce markýze de Bonnaye.
- Jesle, opatrovna malých dětí v Karlových Varech.
- Nález miniaturního portrétu dauphina, syna Ludvíka XVI., v Karl. Varech.
- Mé vakcinační styky s Indií obnovené v roce 1855.
- Pia desideria a novoty v Karlových Varech.
- Periodický časopis hornického sdružení v Krušnohoří.
- Evangelická kaple v Karlových Varech.
- Pokračování o pěstování topinamburů v Karlových Varech.
- Nejnovější literatura francouzská a italská o českých pramenech minerálních.
- Zákonodárství, správa a využití minerálních vod ve Francii.
- Jean de Carro: Bude někdo po mně pokračovat ve vydávání karlovarského almanachu?[pozn. 71]
- Telegrafická zařízení v Čechách.
- Mé paměti došlé do Přední Indie.